# Oleg Stojanovski
Oleg Vladislavovitsj Stojanovski (Russisch: Олег Владиславович Стояновский) (Moskou, 26 september 1996) is een Russisch beachvolleyballer. Met Vjatsjeslav Krasilnikov werd hij in 2019 wereldkampioen en won hij in 2021 de zilveren medaille bij de Olympische Spelen.

## Carrière

### 2013 tot en met 2017
Van 2013 tot en met 2017 speelde Stojanovski samen met Artjom Jarzoetkin. Het eerste jaar behaalden ze een negende plaats bij de wereldkampioenschappen U19 in Porto. Daarnaast werden ze in Maladzetsjna Europees kampioen U18 door de finale te winnen van het Oostenrijkse duo Paul Buchegger en Moritz Pristauz. Het jaar daarop maakten ze in Moskou hun debuut in de FIVB World Tour. Verder eindigde het tweetal zowel bij de WK U21 in Larnaka en WK U19 in Porto op de vijfde plaats. In 2015 namen Stojanovski en Jarzoetkin deel aan zes reguliere FIVB-toernooien met een vijfde plaats in Sotsji als beste resultaat. Bij de WK in Nederland bereikten ze de zestiende finale die ze verloren van de Nederlanders Reinder Nummerdor en Christiaan Varenhorst.
Het daaropvolgende seizoen behaalde het duo in Kish met een tweede plek hun eerste podiumplaats in de World Tour. Bij de overige acht FIVB-toernooien eindigden ze nog driemaal in de top tien. Bij de WK U21 in Luzern bereikten Stojanovksi en Jarzoetkin de kwartfinale en bij de EK in Biel/Bienne kwamen ze niet verder dan de zestiende finale tegen Aleksandrs Samoilovs en Jānis Šmēdiņš. In 2017 wonnen ze in Baden de Europese titel U22 door het Noorse duo Mathias Berntsen en Anders Mol in de finale te verslaan. In de World Tour werden ze tweemaal derde (Kish en Moskou) en behaalden ze een vierde plaats in Poreč. Bij de WK in Wenen werden Stojanovksi en Jarzoetkin in de zestiende finale uitgeschakeld door hun landgenoten Vjatsjeslav Krasilnikov en Nikita Ljamin. In Jūrmala eindigde het tweetal bij de EK op een negende plaats.

### 2018 tot en met 2021
In het seizoen 2018 vormde Stojanovksi een duo met Igor Velitsjko. Het tweetal eindigde van de acht wedstrijden in de World Tour driemaal op het podium; ze wonnen in Xiamen en werden in Doha en Moskou respectievelijk tweede en derde. Bij de EK in Nederland bereikten Stojanovksi en Velitsjko de kwartfinale die ze verloren van hun landgenoten Konstantin Semjonov en Ilja Lesjoekov. Bij de World Tour Finals in Hamburg sloten ze met een zevende plaats het seizoen af. Sinds oktober dat jaar speelt Stojanovski samen met Krasilnikov. Het tweetal behaalde in het seizoen 2019 bij de acht reguliere World Tour-toernooien enkel toptienplaatsen. In Den Haag en Xiamen werd gewonnen en in Yangzhou en Las Vegas eindigden ze respectievelijk als tweede en derde. In Hamburg wonnen Stojanovksi en Krasilnikov de wereldtitel ten koste van de Duitsers Julius Thole en Clemens Wickler. Bij de EK in eigen land kwamen ze niet verder dan de achtste finale waar ze werden uitgeschakeld door het Oostenrijkse duo Martin Ermacora en Moritz Pristauz. Ze sloten het seizoen af met winst bij de World Tour Finals in Rome.
Het jaar daarop werden Stojanovski en Krasilnikov vijfde in Doha en wonnen ze de zilveren medaille bij de EK in Jūrmala achter de Noren Anders Mol en Christian Sørum. In 2021 deed het tweetal in aanloop naar de Spelen in Tokio mee aan zes wedstrijden in de World Tour waarbij zes toptienklasseringen gehaald werden met een derde plaats in Gstaad als beste resultaat. In Tokio bereikten ze de finale van het olympisch toernooi die verloren werd van Mol en Sørum. Bij de EK in Wenen kwam het duo tegen de Spanjaarden Pablo Herrera en Adrián Gavira niet verder dan de achtste finale.

## Palmares
Kampioenschappen
- 2013:  EK U18
- 2017:  EK U22
- 2019:  WK
- 2020:  EK
- 2021:  OS

FIVB World Tour
- 2016:  Kish Open
- 2017:  3* Kish
- 2017:  3* Moskou
- 2018:  4* Doha
- 2018:  4* Xiamen
- 2018:  3* Moskou
- 2018:  4* Yangzhou
- 2018:  4* Las Vegas
- 2019:  4* Den Haag
- 2019:  4* Xiamen
- 2019:  World Tour Finals Rome
- 2021:  4* Gstaad